# Stolp (Fürstenberg/Havel)
Stolp war ein mittelalterliches Dorf östlich von Fürstenberg/Havel (Landkreis Oberhavel, Brandenburg). Es wurde 1307 zum Kloster Himmelpfort erworben und bis 1342 niedergelegt. Die Feldmark des früheren Dorfes gehört heute zum Gebiet von Himmelpfort, einem Ortsteil der Stadt Fürstenberg/Havel.

## Geographische Lage
Das Dorf lag auf dem östlichen Ufer der Woblitz zwischen Haussee und Stolpsee, etwa gegenüber dem alten Kloster Himmelpfort.

## Geschichte
Bei dem Dorf an der Woblitz zwischen Haussee und Stolpsee lag eine Mühle, die 1299 zur Hälfte zur Erstausstattung des Klosters Himmelpfort gehörte. Das Dorf selber mit der anderen Hälfte der Mühle wurde 1307 von Redekin v. Redern neben drei anderen Dörfern für 900 Mark Silber an Abt und Konvent des Klosters Lehnin zum Bau des Klosters Himmelpfort verkauft. Die Markgrafen Waldemar und Otto IV. ("der mit dem Pfeil") verkauften ihre Rechte als Lehnsherrn des v. Redern in den genannten Dörfern für 300 Mark Silber (trecentis marcis argenti Brandenburgensis) an Abt und Konvent des Klosters Lehnin. Mit dem Bau des Klosters Himmelpfort wurde ab 1309 auf dem Westufer der Woblitz begonnen, etwa gegenüber dem Dorf Stolp. Das Dorf wurde sehr wahrscheinlich von den Mönchen abgebrochen und die Bewohner umgesiedelt, weil es zu dicht am Kloster lag. 1342 ist nur noch ein Wirtschaftshof des Klosters namens Stolp bezeugt, von dem aus die Feldmark des ehemaligen Dorfes bewirtschaftet wurde. 1574 wurde das „Feld zu Stolpp“ direkt von Himmelpfort aus bewirtschaftet, den Wirtschaftshof gab es nicht mehr. Die Mühle wurde nun als Himmelpforter Wassermühle beschrieben. Während des Dreißigjährigen Krieges wurden die Äcker auf der Feldmark Stolp nicht mehr bestellt und bewaldeten sich mit „Tanger“ (Kiefern). Die Feldmark ging im Himmelpforter Forst (Himmelpforter Heide) auf.
Nach Reinhard E. Fischer und Sophie Wauer gibt es zwei Möglichkeiten der Erklärung des slawischen Namens. Die altpolabische Grundform *Stolp- zu *stolp, p.słup, č sloup, Säule, Balken, wurde als Vorrichtung im Fluss zum Fischfang oder Fischzucht interpretiert. Die andere Interpretation bezieht sich auf Pfähle oder Pfosten auf Verkehrswegen oder Flussübergängen. Gerade letztere Interpretation könnte auf Stolp zutreffen. Bei Stolp war sicher ein Flussübergang; in der Stiftungsurkunde für das Kloster Himmelpfort von 1299 wurde eine Lokalität Stolpenbrück genannt, die sicher in der Nähe des Dorfes Stolp gelegen hat.

## Belege